# Jörmundgander

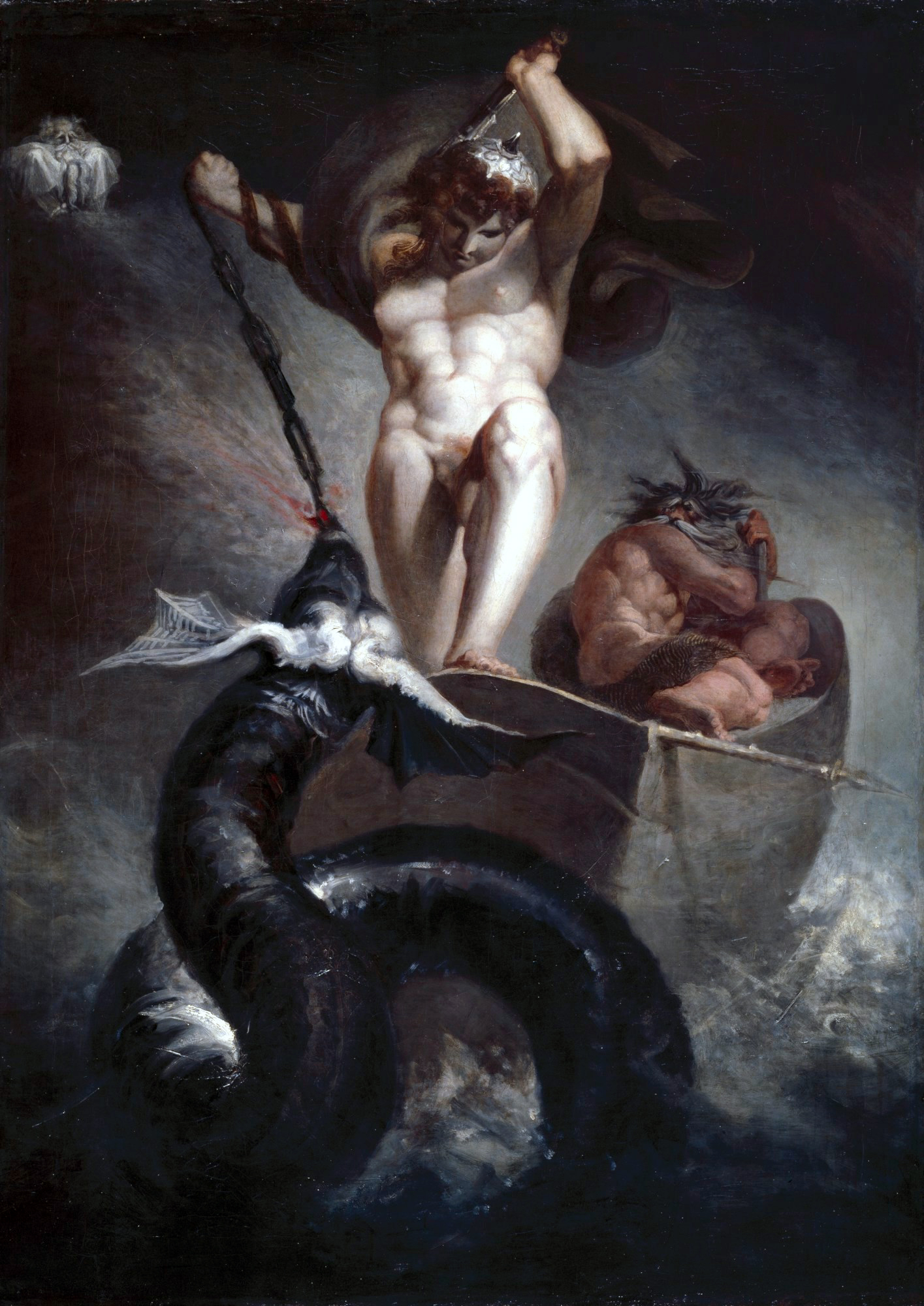
Thor luchando contra la serpiente marina, Henry Fuseli, 1788.

En la mitología nórdica, Jörmungander, también llamada la "Serpiente de Midgard" (Miðgarðsormr en nórdico antiguo, Midgårdsormen en sueco y danés modernos, Midgardsormen en noruego moderno), es una gigantesca serpiente que ronda Midgard (o Midgård) hasta el día del Ragnarök. Es un monstruo masculino. Tiene al dios Loki como padre y a la gigante Angrboda como madre, y cuando los Æsir se enteraron de este ser maligno engendrado por tan terribles padres, y vieron con su don de la adivinación las cosas terribles que haría, decidieron encargarse del monstruo. Thor lo lanzó al mar que rodea Midgard, donde quedará atrapado hasta el Ragnarök, el día de la destrucción total. Jormundgander creció tanto que mordiéndose la cola podría abrazar toda la Tierra. Se le conoce también por ello en los idiomas escandinavos como "jordens band", esto es, "cinta del mundo".
El nombre aparece con varias grafías alternativas en la literatura nórdica: Jormagund, Jormugand, Jormangund, Jormungandr, Jǫrmungandr y Jörmungandr. Las variaciones dependen de los criterios utilizados para interpretar las vocales en las runas, así como el deseo de utilizar la ortografía de los lenguajes nórdicos modernos.
La etimología del nombre en nórdico antiguo es la siguiente: (1) jörmun (relacionada al sajón antiguo "Irmin", proto-germánico *ermunaz) que significa "grande, exaltado, enorme, importante". Esta raíz se encuentra en numerosos nombres propios (p. ej., Ermengarde, Arminius); (2) gandr o ganðr (relacionada al inglés "wand", bastón o vara flexible, y a "to wind", torcer o doblar, proto-germánico *gandaz or *wandaz) es un nombre poético masculino que describe un objeto mágicamente poderoso o un ser imbuido con ese poder. El objeto normalmente asociado a gandr es pues una vara. Es el nombre usado a veces para describir el bastón o lanza de Odín; la raíz forma la primera parte de nombres propios conocidos como Gandalv, nombre que Tolkien tomaría prestado para su personaje Gandalf. En consecuencia, jormungandr significa literalmente "el gran bastón", en el sentido de un objeto mágico muy grande y poderoso.
El enemigo de Jörmungander era el dios Thor. Destacan tres leyendas en los cuales se muestran sus enfrentamientos.

## Mitos

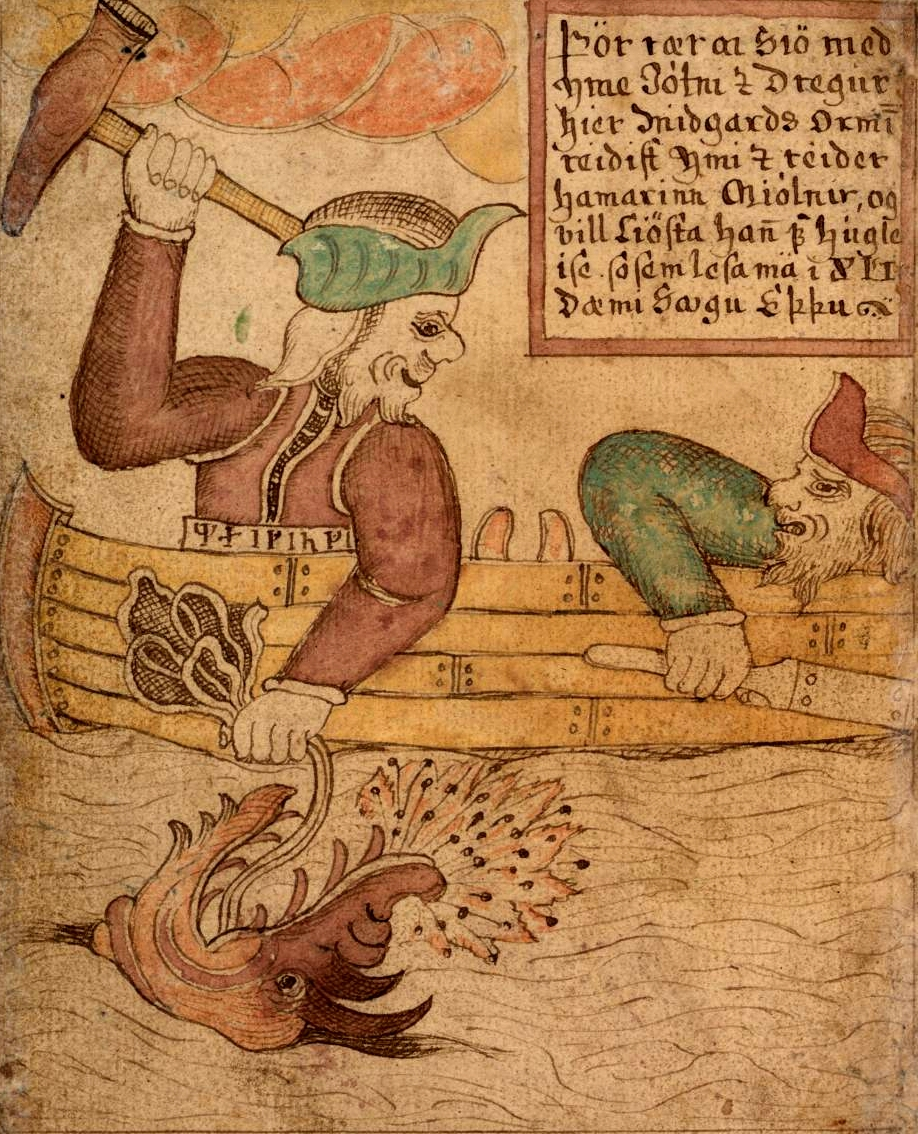
Manuscrito del que muestra a Thor e Hymir luchando contra la gran serpiente

### El reto de Útgarða-Loki
En el primero, Thor se encuentra a la serpiente, la cual ha sido disfrazada como un colosal gato por el rey gigante Útgarða-Loki. Como uno de los trabajos puestos por Útgarða-Loki, Thor debía cargar al gato; como era incapaz de cargar a una criatura tan monstruosa como Jörmundgander, se las arregló para levantarlo lo suficiente para separar del suelo una de sus cuatro patas. Cuando Jörmundgander es revelado por Útgarða-Loki, el levantamiento del gato es considerado como uno de los actos más impresionantes.

### Thor, Hymir y Jörmundgander
Para una fiesta organizada en la morada de Ægir no había suficiente hidromiel para todos porque Ægir no poseía una caldera suficientemente grande para prepararla. Ægir le encomendó a Thor la tarea de buscar una caldera, pero ni Thor ni nadie la halló, hasta que Tyr le informó que Hymir el gigante, su padre, poseía una caldera de una milla de profundidad. Partieron en busca del palacio de Hymir para pedir prestada la caldera. Al ver llegar a Thor, el gigante se enfureció, sin embargo sacrificó tres bueyes para la cena, de los cuales Thor comió dos enteros, y declaró que al día siguiente comerían pescado. A la mañana siguiente Hymir y Thor salieron a pescar, y se aventuraron en mares demasiado profundos, hasta los dominios de la serpiente de Midgard. Una vez allí, Thor lanzó su caña de pesca y Jörmundgander la agarró, luchando frenéticamente contra su adversario. Mientras el dios lanzaba miradas de odio a la gran serpiente, esta lanzaba mares de veneno.
Hymir, al ver a la gran serpiente de Midgard, se acobardó y cortó el sedal antes de que el barco naufragara, por lo cual Jörmundgander pudo escapar. Al volver al palacio del gigante y dar una prueba más de su fuerza, Thor pudo llevarse la gran caldera.

### El ciclo infinito
Se cuenta que Jörmundgander se alimentaba de lo que encontraba en el mar de Midgard pero llegó un punto en que la serpiente del mundo no se sacio y por la desesperación se comió a sí misma, ocasionando que saciara su hambre destruyéndose pero creciendo más, así siguió hasta el Ragnarök y creando así el símbolo de la serpiente comiendo su cola, el ciclo infinito de destrucción y creación de los nueve mundos (inspiración del uroboros).

### Futuro y pasado
Se cree que la serpiente del mundo al comerse a sí misma por tanto tiempo obtuvo el poder de ver su nacimiento y muerte, con esto tiene el saber del futuro y pasado. Y cual es su destino, eso convierte a Jörmundgander en uno de los más sabios y consumiéndose a sí mismo en el mar de Midgard esperando tranquilamente el Ragnarök.

### Ragnarök
Su último encuentro ocurrirá con la llegada del Ragnarök ("el destino de los regentes/dioses"), cuando Jörmundgander se arrastrará fuera del océano y envenenará los cielos. De sus fauces pululará el veneno y reptará entre el fuego a los pies de los gigantes hasta el lugar donde se halle Thor para luchar contra su némesis y, aquel que tantas veces lo había intentado cazar, la matará y entonces caminará nueve pasos antes de caer muerto víctima del veneno de la gran serpiente.